# Les Carroz d'Arâches

Brasão

Les Carroz d'Arâches ou simplesmente Les Carroz, é uma pequena e autêntica aldeia de montanha , mas também uma estância de esqui no departamento francês da Alta-Saboia.
No patoá Saboiardo, "carroz" corresponde ao termo francês "carrefour" significa cruzamento, encontra-se a 1 140 m de altitude e conta 1 170 residentes ao ano, número que facilmente triplica no período dos desportos de inverno.
Les Carroz d'Arâches é uma das estações que fazem parte do domínio de esqui do Grand Massif composto pelas estâncias de Flaine, Les Carroz d'Arâches, Morillon, Samoëns e Sixt-Fer-à-Cheval.